# Fahy
Pour les articles homonymes, voir Fahy (homonymie).
Fahy est une commune suisse du canton du Jura.
C'est un village frontalier, limitrophe de la France, situé entre Abbévillers en France, Bure et Chevenez.

## Géographie

Photo aérienne (1950)

Fahy se situe dans le district de Porrentruy, dans le Jura. La commune se trouve à la frontière française, sur la route de Montbéliard. Plusieurs groupes de maisons hautes, typiques, forment le village.

Le territoire de Fahy s'étend sur 7,78 km2. Lors du relevé de 2013-2018, les surfaces d'habitations et d'infrastructures représentaient 9,8 % de sa superficie, les surfaces agricoles 57,7 %, les surfaces boisées 26,7 % et les surfaces improductives 5,8 %.

## Toponymie
Le village est attesté en 1177 comme « Fahyl » et en 1438 comme « Fahyt ». Le nom « Fahy » est formé du latin « fāgētu » signifiant « hêtre » et du suffixe « -ētum » qui signifie « lieu planté d'un certain type d'arbres ».

## Histoire
Une chapelle est mentionnée en 1177 parmi les possessions du prieuré de Lanthenans (Franche-Comté). En 1477, l'évêque de Bâle afferme ses droits sur le village, presque totalement détruit lors des guerres de Bourgogne. L'église Saint-Pierre est construite en 1787-1788 sur des plans de l'architecte Pierre François Paris. Auparavant rattaché à Grandfontaine, Fahy devient une paroisse indépendante en 1802.
La commune fait partie de la mairie de Bure et de l'évêché de Bâle jusqu'à la fin de l'Ancien Régime. Français dès 1793 (département du Mont-Terrible, puis du Haut-Rhin), bernois de 1815 à 1978, Fahy adopte un statut de commune mixte en 1836. Le village est resté essentiellement agricole jusque vers 1950. Il amorce ensuite une modeste industrialisation, car il devient la porte d'entrée de la Suisse pour les automobiles Peugeot qui y reçoivent leur dernier équipement.

## Démographie

### Évolution de la population
Fahy compte 333 habitants au 31 décembre 2022 pour une densité de population de 43 hab/km2. Sur la période 2010-2019, sa population a diminué de −1,4 % (canton : 5,1 % ; Suisse : 9,4 %).  

### Pyramide des âges
En 2020, le taux de personnes de moins de 30 ans s'élève à 26 %, au-dessous de la valeur cantonale (33 %). Le taux de personnes de plus de 60 ans est quant à lui de 38,6 %, alors qu'il est de 28,1 % au niveau cantonal.
La même année, la commune compte 165 hommes pour 182 femmes, soit un taux de 47,6 % d'hommes, inférieur à celui du canton (49,5 %).
| Hommes | Classe d’âge | Femmes |
| ------ | ------------ | ------ |
| 1,8    | 90 ans ou +  | 1,1    |
| 9,7    | 75 à 89 ans  | 14,8   |
| 27,3   | 60 à 74 ans  | 22,5   |
| 23,0   | 45 à 59 ans  | 24,2   |
| 12,1   | 30 à 44 ans  | 11,5   |
| 16,4   | 15 à 29 ans  | 18,1   |
| 9,7    | - de 14 ans  | 7,7    |

| Hommes | Classe d’âge | Femmes |
| ------ | ------------ | ------ |
| 0,7    | 90 ans ou +  | 1,7    |
| 7,8    | 75 à 89 ans  | 10,1   |
| 17,7   | 60 à 74 ans  | 18,1   |
| 21,1   | 45 à 59 ans  | 21,4   |
| 18,1   | 30 à 44 ans  | 17,3   |
| 18,9   | 15 à 29 ans  | 16,9   |
| 15,7   | - de 14 ans  | 14,5   |

## Patrimoine bâti

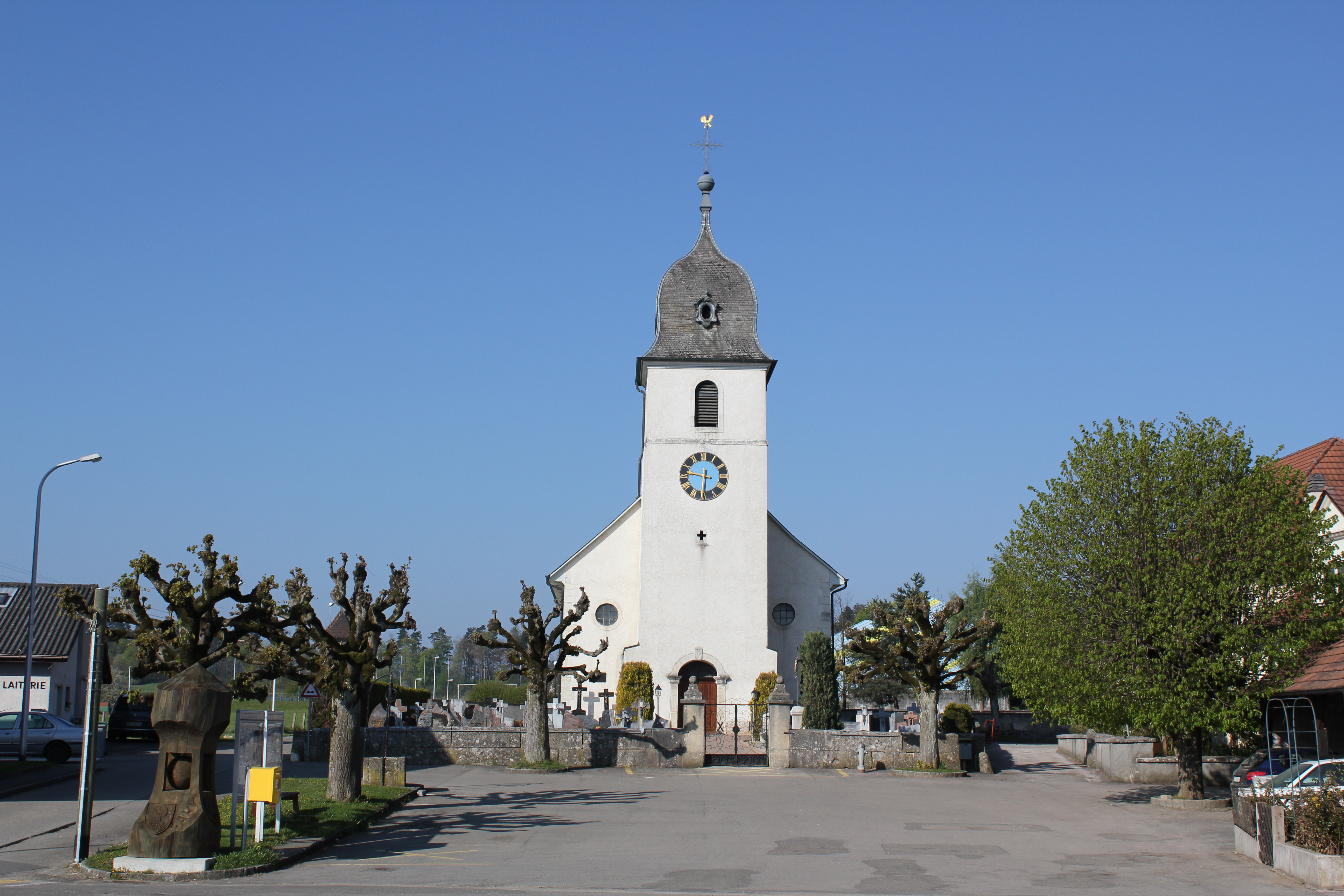
Église.
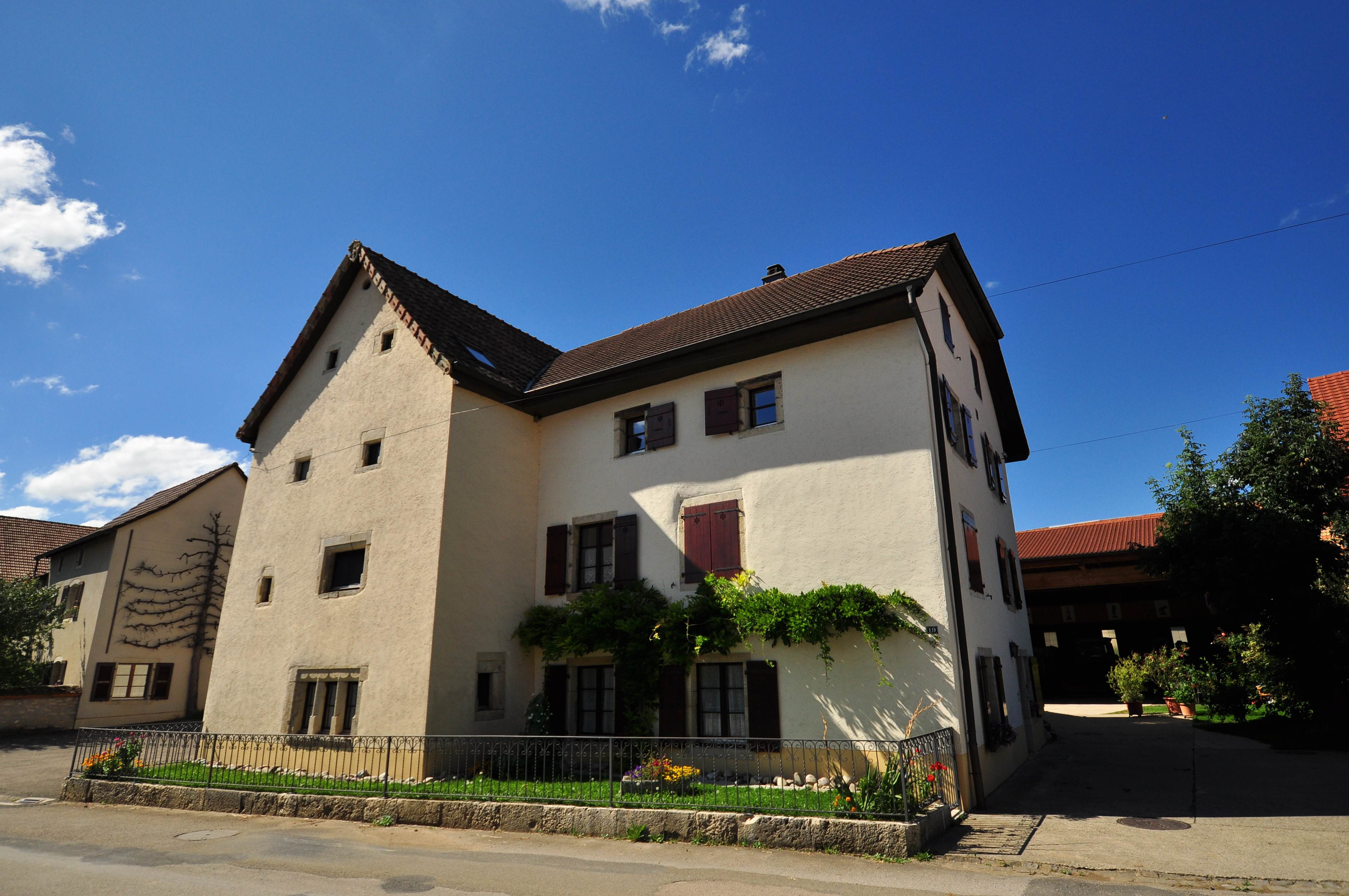
Maison d'habitation.
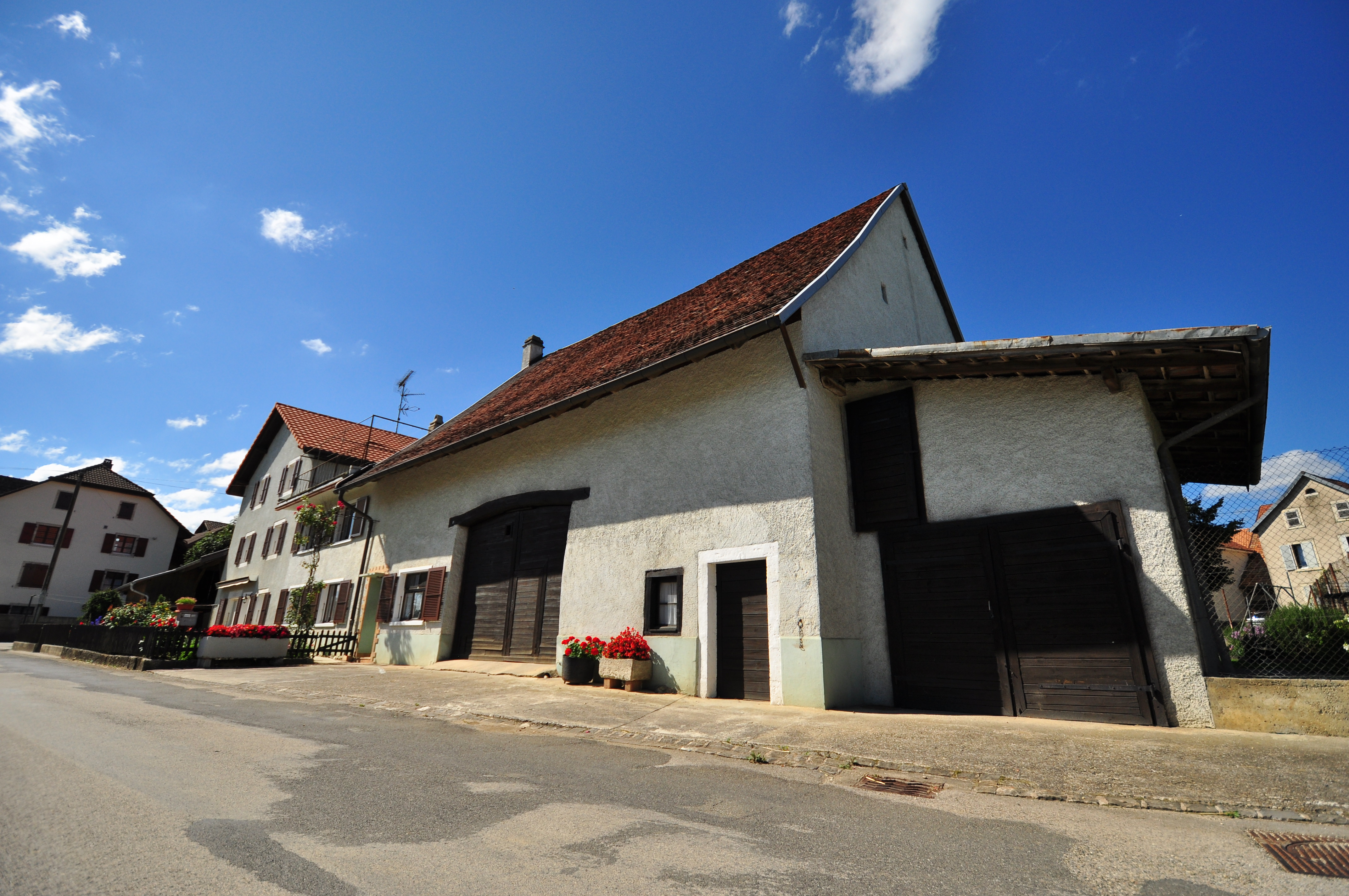
Ferme.